# Aveyron (reka)
Aveyron (okcitansko Avairon) je 250 km dolga reka v južni  francoski regiji Jug-Pireneji, desni pritok reke Tarn. Izvira v južnem delu Centralnega masiva, v bližini Sévérac-le-Châteauja, teče proti zahodu in se pri Lafrançaisu severozahodno od Montaubana izliva v Tarn.

## Geografija

### Porečje
- Viaur
- Cérou
- Vère

### Departmaji in kraji
Reka Aveyron teče skozi naslednje departmaje in kraje:
- Aveyron (departma): Laissac, Rodez, Villefranche-de-Rouergue,
- Tarn,
- Tarn-et-Garonne.